# Krajinska arhitektura
Krajinska arhitektura je dejavnost oblikovanja zunanjih javnih površin, znamenitosti in struktur za doseganje okoljskih, socialnih, vedenjskih ali estetskih rezultatov. Gre za sistematično raziskavo obstoječih socialnih, ekoloških in pogojev tal in procesov v pokrajini in načrtovanje posegov, da bi dosegli želene rezultate. Obseg stroke vključuje krajinsko oblikovanje, načrtovanje območij, upravljanje z meteornimi vodami, obnova okolja, parki in načrtovanje rekreacijskih površin, upravljanje vizualnih virov, načrtovanje in zagotavljanje zelene infrastrukture, urejanje, načrtovanje in projektiranje zasebnih in rezidenčnih nepremičnin, vse na različnih stopnjah oblikovanja, načrtovanja in upravljanja. Strokovni delavec v stroki krajinske arhitekture se imenuje krajinski arhitekt.

## Definicija
Krajinska arhitektura je multidisciplinarno področje, ki vključuje botaniko, vrtnarstvo, likovno umetnost, arhitekturo, industrijsko oblikovanje, znanost o tleh, okoljsko psihologijo, geografijo in ekologijo. Dejavnosti krajinskega arhitekta lahko segajo od oblikovanja javnih parkov in parkovnih poti pri načrtovanju območij za univerzitetnih središč ali podjetij, od načrtovanja stanovanjskih naselij so oblikovanja javne infrastrukture in upravljanja velikih območij divjine ali obnavljanja degradirane pokrajine kot so rudniki ali odlagališča. Krajinski arhitekti delajo tako na strukturah kot zunanjih prostorih z omejitvami glede pokrajine ali parka z vidika oblikovanja - velik ali majhen, mestni, primestni in podeželski in iz »trdnih« (zgrajenih) in »mehkih« (zasajenih) materialov, pri čemer vključuje ekološko trajnost. Najbolj dragocen prispevek je lahko izveden v prvi fazi projekta za pridobivanje idej s tehničnim razumevanjem in ustvarjalnim smislom za načrtovanje, organizacijo in uporabo prostorov. Krajinski arhitekt si lahko zamisliti celoten koncept in pripravi glavni projekt, iz katerega se izdelajo podrobne risbe in tehnične specifikacije. Prav tako pregleda tudi predloge za odobritev in nadzor pogodbe za gradbena dela. Druga dela so še priprava ocen učinka načrtovanja, izvajanje okoljskih ocen in revizij, deluje tudi kot izvedenec pri vprašanjih rabe zemljišč.

## Področja oktivnosti
Raznolikost strokovnih nalog, ki jih izvajajo krajinski arhitekti je zelo široka. Nekateri primeri projektov so:
- Načrtovanje, oblikovanje, obseg in lokacije novih prostorov
- Parki - splošno oblikovanje in javna infrastruktura
- Trajnostni razvoj
- Upravljanje z meteornimi vodami, vključno deževni vrtovi, zelene strehe, obnavljanje podtalnice, zelena infrastruktura in sanacije mokrišč
- Oblikovanje krajine za potrebe izobraževanja in oblikovanje prostorov za javne in vladne ustanove
- Parki, botanični vrtovi, arboretumi, zelene poti in naravni rezervati
- Rekreacijski objekti: igrišča, igrišča za golf, tematski parki in športni objekti
- Stanovanjska območja, industrijski parki in gospodarski objekti
- Načrtovanje in projektiranje krajine na posestvih in ob rezidencah
- Avtoceste, transportni objekti, mostovi in tranzitni koridorji
- Urbanistično načrtovanje, mestni in občinski trgi, cone za pešce in parkirišča
- Naravni parki, turistične destinacije in obujanje zgodovinske pokrajine, zgodovinski vrt in konzervatorske študije
- Rezervoarji, jezovi, elektrarne, kultiviranje ali ublažitev velikih industrijskih projektov
- Presoje vplivov na okolje in krajino, načrtovanje, svetovanje in upravljanje zemljišč.
- Razvoj in ublažitev obalnih in odprtih prostorov
- Ekološko oblikovanje vseh vidikov oblikovanja, ki zmanjšuje okolju škodljive vplive tako, da se povezuje z naravnimi procesi in trajnostjo.

Krajinski menedžerji uporabljajo svoje znanje krajinskih procesov za svetovanje o dolgotrajni oskrbi in razvoju krajine. Pogosto delajo v gozdarstvu, varstvu narave in kmetijstvu.
Znanstveniki so specializirani na področjih kot so znanost o prsti, hidrologiji, geomorfologiji in botaniki, in se nanašajo na konkretne težave pri delu s krajino. Njihovi projekti lahko segajo od raziskav in ekološke ocene širših območij za namene načrtovanja in upravljanja. Prav lahko pa poročajo tudi o vplivu razvoja ali pomembnosti posameznih vrst na določenem področju.
Krajinski načrtovalci se ukvarjajo s krajinskim planiranjem glede lokacije, slikovitosti, ekoloških in rekreacijskih vidikov mest, podeželja in obalne rabe tal. Njihovo delo je vključeno v pisne izjave politike in strategije. Obstajajo tudi specializacije kot so krajinska arheologija ali zakonodajni procesi načrtovanja krajine.
Oblikovalci zelenih streh (ali natančneje, vegetativnih streh) oblikujejo obsežne in intenzivne strešne vrtove za upravljanje z neurji, evapo-transpirativno hlajenje, trajnostno arhitekturo, estetiko in ustvarjanje habitatov.

## Zgodovina krajinske arhitekture
Za obdobje pred letom 1800, zgodovina krajinskega vrtnarjenja (kasneje imenovana krajinska arhitektura) je bila v veliki meri mojstrsko načrtovanje in oblikovanje vrtov oziroma parkov za dvorce, palače in kraljeve rezidence, verske komplekse in centrov vlade. Tak primer je obsežno delo, ki ga izvedel André Le Notre na Vaux-le-Vicomte za kralja Ludvika XIV. v Versajski palači. Prva oseba, ki je pisala o oblikovanju pokrajine je bil Joseph Addison leta 1712. Izraz krajinska arhitektura je izumil Gilbert Laing Meason leta 1828. John Claudius Loudon (1783-1843) je bil ključnega pomena pri sprejemanju izraza krajinske arhitekture kot modernega poklica. Prevzel je izraz od Measona in ga publiciral v svojih enciklopedij in v svoji knjigi o Landscape Gardening and Landscape Architecture of the Late Humphry Repton iz leta 1840.
Praksa krajinske arhitekture se je razširila iz starega v novi svet. Izraz »krajinski arhitekt« sta kot strokovni naziv uporabila Frederick Law Olmsted v Združenih državah Amerike leta 1863 in Andrew Jackson Downing (1815-1852), še en zgodnji ameriški krajinski oblikovalec je bil urednik revije The Horticulturist (1846-1852). Leta 1841 je izšla njegova prva knjiga Razprava o teoriji in praksi urejanja okolice, ki je prilagojena za Severno Ameriko (A Treatise on the Theory and Practice of Landscape Gardening, Adapted to North America), ki je doživela velik uspeh.  V 19. stoletju se je izraz krajinski arhitekt začel v stroki redno uporabljati. V letu 1899 je bilo ustanovljeno tudi Ameriško društvo krajinskih arhitektov (ASLA). IFLA je bila ustanovljena na Univerzi v Cambridgeu, Anglija, leta 1948, njegov prvi predsednik Sir Geoffrey Jellicoe je zastopal 15 držav iz Evrope in Severne Amerike. Kasneje leta 1978, so sedež IFLA prenesli v Versaillesu.

## Razmerje do urbanističnega planiranja
V 19. stoletju je urbanistično načrtovanje postalo osrednja točka in osrednje vprašanje v mestih. Kombinacija tradicije urejanja okolice in nastajajoče področje urbanizma je ponudila krajinskim arhitektom priložnost za zadovoljevanje teh potreb. V drugi polovici stoletja je Frederick Law Olmsted zaključil vrsto parkov, ki imajo še danes velik vpliv na prakso krajinske arhitekture. Med njimi so bili Central Park v New Yorku, Prospect Park v Brooklynu, New York in bostonski sistem Emerald Necklace Park. Jens Jensen je zasnoval prefinjene in naturalistične mestne in regijske parke v Chicagu, Illinois in na zasebni posesti za družino Ford, vključno Fair Lane in Gaukler Point. Ena od desetih ustanovnih članov American Society of Landscape Architects (ASLA) in edina ženska, je bila Beatrix Farrand. Bila je svetovalec pri zasnovi več kot deset univerz, vključno: Princeton v Princeton, New Jersey; Yale v New Haven, Connecticut in Arnold Arboretum za Harvard v Bostonu, Massachusetts. Njeni številni zasebni nepremičninski projekti so Dumbarton Oaks v Georgetownu okolici Washingtona. 
Od tega obdobja se je urbanistično planiranje razvilo v ločeno stroko, ki je vključevala pomembne prispevke iz drugih področij, kot so gradbeništvo, arhitektura in javna uprava. Urbanisti so usposobljeni za opravljanje nalog, ki so neodvisni od krajinskih arhitektov in kurikulum programov krajinske arhitekture ne pripravi študentov da postanejo urbanisti.
Krajinska arhitektura se še naprej razvija kot oblikovalska stroka in se je odzivala na različna gibanja v arhitekturi in oblikovanju skozi 20. in 21. stoletje. Thomas Church predstavlja prelomnico v krajinski arhitekturi sredi stoletja. Roberto Burle Marx v Braziliji je kombiniral mednarodni slog in domače brazilske rastline in kulturo z novo estetiko. Inovativnost se danes nadaljuje pri reševanju zahtevnih problemov s sodobno zasnovo rešitev za prostorsko načrtovanje, krajino in vrtove.
Ian McHarg je bil znan po uvajanju okoljskih vprašanj v krajinsko arhitekturo. Populariziral je sistem analize plasti na kraju samem, da bi pridobil popolno razumevanje kakovostnih lastnosti kraja. Ta sistem je postal temelj današnjih geografskih informacijskih sistemov (GIS). McHarg je na primer dal vsakemu kakovostnemu vidiku mesta sloj, kot so zgodovina, hidrologije, topografije, vegetacijo, itd. GIS programska oprema se danes uporablja povsod v krajinski arhitekturi za analizo materialov v in na zemeljskem površju in jo prav tako uporabljajo urbanisti, geografi, gozdarstvo, strokovnjaki naravne vire, itd.

## Primeri
- Park Tivoli, Ljubljana
- Potager v Molières, Dordogne, Francija
- Samostanski vrt v Bebenhausenu v Baden-Württembergu, Nemčija
- Vhod v zidu Kuhinjskega vrta v Norfolku, Anglija
- Srednjeveški vrt (rekonstrukcija) v Île-de-France, Francija
- Gozd v Saihō-ji, Kjoto, Japonska
- Japonski vrt v Ōcu, Šiga
- Klasični kitajski vrt
- Vrtna razsvetljava, Pinjore, Indija
- Topiari v Helsingborgu, Švedska
- Azijski vrt skulptur v Teksasu, ZDA
- Gustav Vigeland, Park kipov v Oslu, Norveška
- Strešni vrt Ventimiglia, Italija
- Formalni vrt v palači El Escorial, Madrid, Španija
- Mediteranski vrt v Alpes-Maritimes, Francija
- Zeliščni vrt v Warwickshireu, Anglija
- Uporaba stopnic v Villa la Magia, Quarrata, Italija